# Perivoli (Notia Kerkyra)
Perivoli (griechisch Περιβόλι (n. sg.)) ist ein Stadtbezirk im Süden der griechischen Insel Korfu. Zusammen mit der kleinen Siedlung Potamia bildet es einen Stadtbezirk (Δημοτική Κοινότητα Περιβολίου Dimotikí Kinótita Perivolíou) im Gemeindebezirk Korissia der Gemeinde Notia Kerkyra mit insgesamt 1.427 Einwohnern. Perivoli liegt etwa 35 Kilometer südlich der Inselhauptstadt Kerkyra und 4 Kilometer westlich von Lefkimmi an der Nationalstraße 25. 

## Gliederung und Einwohnerentwicklung
Einwohnerentwicklung von Perivoli
| Name      | griechischer Name  | Code       | 1920 | 1928 | 1940 | 1951 | 1961 | 1971 | 1981 | 1991  | 2001 | 2011 |
| --------- | ------------------ | ---------- | ---- | ---- | ---- | ---- | ---- | ---- | ---- | ----- | ---- | ---- |
| Perivoli  | Περιβόλι           | 3204020501 | 0492 | 1093 | 1349 | 1268 | 1472 | 1359 | 1334 | 1382  | 1420 | 1378 |
| Potamia   | Ποτάμια (n. pl.)   | 3204020502 |      |      |      |      |      |      |      | 0001  | 0021 | 0049 |
| Vitalades | Βιταλάδες (m. pl.) | 3204020502 | 0096 | 0225 | 0327 |      |      |      |      |       |      |      |
| Gesamt    | Gesamt             | 32040205   | 588  | 1318 | 1676 | 1268 | 1472 | 1359 | 1334 | 1395* | 1441 | 1427 |

* einschließlich Kalyviotis 1991: 12 Einwohner